# Home Deluxe Arena
De Home Deluxe Arena is een voetbalstadion in de Duitse stad Paderborn. De hoofdgebruiker van het stadion is de voetbalclub SC Paderborn 07, die in de 2. Bundesliga uitkomt (seizoen 2023/24).
De kern van het stadion is gebaseerd op het Abe Lenstra Stadion in Heerenveen. Het stadion heeft 15.000 plaatsen (waarvan 9.200 staanplaatsen) die alle overdekt zijn. Het is zo gebouwd, dat de capaciteit probleemloos naar 20.000 plaatsen uitgebreid kan worden.
De ligging van het stadion binnen de gemeente Paderborn is zeer centraal, maar toch enigszins verwijderd van bewoond gebied. Het ligt aan de rand van een bedrijventerrein, vlak bij een afrit Paderborn-Elsen, nr. 26, van de Autobahn A33. Ten westen van het stadion ligt het Paderborner stadsdeel Elsen, ten noorden ervan het stadsdeel Schloß Neuhaus en ten oosten en zuidoosten ervan de eigenlijke stad Paderborn.
Met de bouw van het stadion werd begonnen op 12 juni 2005. Na klachten van omwonenden werden de bouwactiviteiten in november 2005 echter onderbroken. Na twee jaar kon weer verder worden gebouwd. Begin 2008 werd de bouw vanwege financiële problemen nogmaals voor een maand stilgelegd. Uiteindelijk werd het stadion op 20 juli 2008 officieel geopend met een wedstrijd tegen Borussia Dortmund. Mede door de onderbrekingen stegen de kosten van het stadion van de geplande € 9 miljoen naar € 25 miljoen.
Allianz Arena (FC Bayern München) ·
BayArena (Bayer Leverkusen) ·
Borussia-Park (Borussia Mönchengladbach) ·
Deutsche Bank Park (Eintracht Frankfurt) ·
Europa-Park Stadion (SC Freiburg) ·
Holstein-Stadion (Holstein Kiel) ·
Mewa Arena (1. FSV Mainz 05) ·
MHPArena (VfB Stuttgart) ·
Millerntor-Stadion (FC St. Pauli) ·
Red Bull Arena (Leipzig) (RB Leipzig) ·
Rhein-Neckar-Arena (TSG 1899 Hoffenheim) ·
Signal Iduna Park (Borussia Dortmund) ·
Alte Försterei (1. FC Union Berlin) ·
Volkswagen-Arena (VfL Wolfsburg) ·
Voith-Arena (1. FC Heidenheim 1846) ·
Vonovia Ruhrstadion (VfL Bochum) ·
Weserstadion (Werder Bremen) ·
WWK ARENA (FC Augsburg)
Donaustadion (SSV Ulm 1846) ·
Eintracht-Stadion (Eintracht Braunschweig) ·
Fritz-Walter-Stadion (1. FC Kaiserslautern) ·
Heinz-von-Heiden-Arena (Hannover 96) ·
Home Deluxe Arena (SC Paderborn 07) ·
Jahnstadion Regensburg (Jahn Regensburg) ·
Max-Morlock-Stadion (1. FC Nürnberg) ·
MDCC-Arena (1. FC Magdeburg) ·
Merkur Spiel-Arena (Fortuna Düsseldorf) ·
Olympiastadion (Hertha BSC) ·
Preußenstadion (SC Preußen Münster) ·
RheinEnergieStadion (1. FC Köln) ·
Sportpark Ronhof (SpVgg Greuther Fürth) ·
Stadion am Böllenfalltor (SV Darmstadt 98) ·
Ursapharm-Arena an der Kaiserlinde (SV Elversberg) ·
Veltins-Arena (Schalke 04) ·
Volksparkstadion (HSV) ·
Wildparkstadion (Karlsruher SC)
Audi-Sportpark (FC Ingolstadt 04) ·
Brita-Arena (SV Wehen Wiesbaden) ·
Carl-Benz-Stadion (SV Waldhof Mannheim) ·
DDV-Stadion (Dynamo Dresden) ·
Erzgebirgsstadion (FC Erzgebirge Aue) ·
Hardtwaldstadion (SV Sandhausen) ·
LEAG Energie Stadion (Energie Cottbus) ·
Ludwigsparkstadion (1. FC Saarbrücken) ·
Ostseestadion (Hansa Rostock) ·
SchücoArena (DSC Arminia Bielefeld) ·
Sportclub Arena (SC Verl) ·
Sportpark Höhenberg (FC Viktoria Köln 1904) ·
Sportpark Unterhaching (SpVgg Unterhaching) ·
Stadion an der Bremer Brücke (VfL Osnabrück) ·
Stadion an der Hafenstraße (Rot-Weiss Essen) ·
Stadion Rote Erde (Borussia Dortmund II) ·
Städtisches Stadion an der Grünwalder Straße (TSV 1860 München) ·
Tivoli (Alemannia Aachen) ·
WIRmachenDRUCK Arena (VfB Stuttgart II)